# Erwitte
Erwitte è una città di 16 043 abitanti della Renania Settentrionale-Vestfalia, in Germania.
Appartiene al distretto governativo (Regierungsezirk) di Arnsberg e al circondario (Kreis) di Soest (targa SO).